# CH-47 Chinook
CH-47 Chinook (укр. «Чіну́к») — американський важкий військово-транспортний вертоліт. Замінив в Армії США гелікоптер CH-54 та широко застосовується з початку 1960-х років. Експортувався в 16 країн світу. Окрім США, вироблявся з 1970 р. в Італії (понад 200 гелікоптерів) і Японії (компанією «Кавасакі» виготовлено 54 гелікоптери).

## Історія
Прототип H-47 Chinook, відомий як YCH-1B, вперше піднявся у повітря 21 вересня 1961 року.
Американська армія отримала свій перший Chinook у 1962 році, а три роки по тому гелікоптер брав участь в бойових діях у В'єтнамі.
На початку 2000-х років Boeing представила CH-47F, програму модернізації, яка перетворила 472 гелікоптери попередніх моделей на принципово нові машини, зокрема більш ніж удвічі збільшилась вантажність у порівнянні з оригінальним CH-47A.
Модифікація CH-47F отримала нові двигуни Honeywell потужністю 4800 к.с., що забезпечує швидкість приблизно 300 км/год та збільшену вантажність до 11 т. CH-47F здатний транспортувати 55 військовослужбовців або техніку на відстань 1100 км від місця зльоту. Озброєний трьома 7,62-мм кулеметами встановленими у дверях. Нова авіоніка включає «скляну кабіну» Common Avionics Architecture System (CAAS) від Rockwell Collins та цифрову систему управління польотом (DAFCS).

## Модифікації

### Військові модифікації
- СН-47А: базовий транспортний гелікоптер.
- ACH-47A
- СН-47В: модифікація з новими двигунами.
- СН-47С: модифікація з новими двигунами.
- CH-47D
- НС.Мк.1 і Мк.1В: варіанти для RAF.
- С/МН-47Е: багатоцільовий варіант із збільшеною дальністю та дозаправкою під час польоту, озброєнням та новим обладнанням.
- CH-47F
- MH-47G
- СН-47J: варіант для ЗС Японії.
- HH-47
- MH-47D

### Цивільні модифікації
- Model 234LR (Long Range)
- Model 234ER (Extended Range)
- Model MLR (Multi Purpose Long Range)
- Model 234UT (Utility Transport)
- Model 414

## Оператори
Австралія
- Збройні сили Австралії

 Велика Британія
- Збройні сили Великої Британії

 Греція
- Збройні сили Греції

 Єгипет
- Збройні сили Єгипту

 Іспанія
- Збройні сили Іспанії

 Індія
- Збройні сили Індії

 Італія
- Збройні сили Італії

 Об'єднані Арабські Емірати

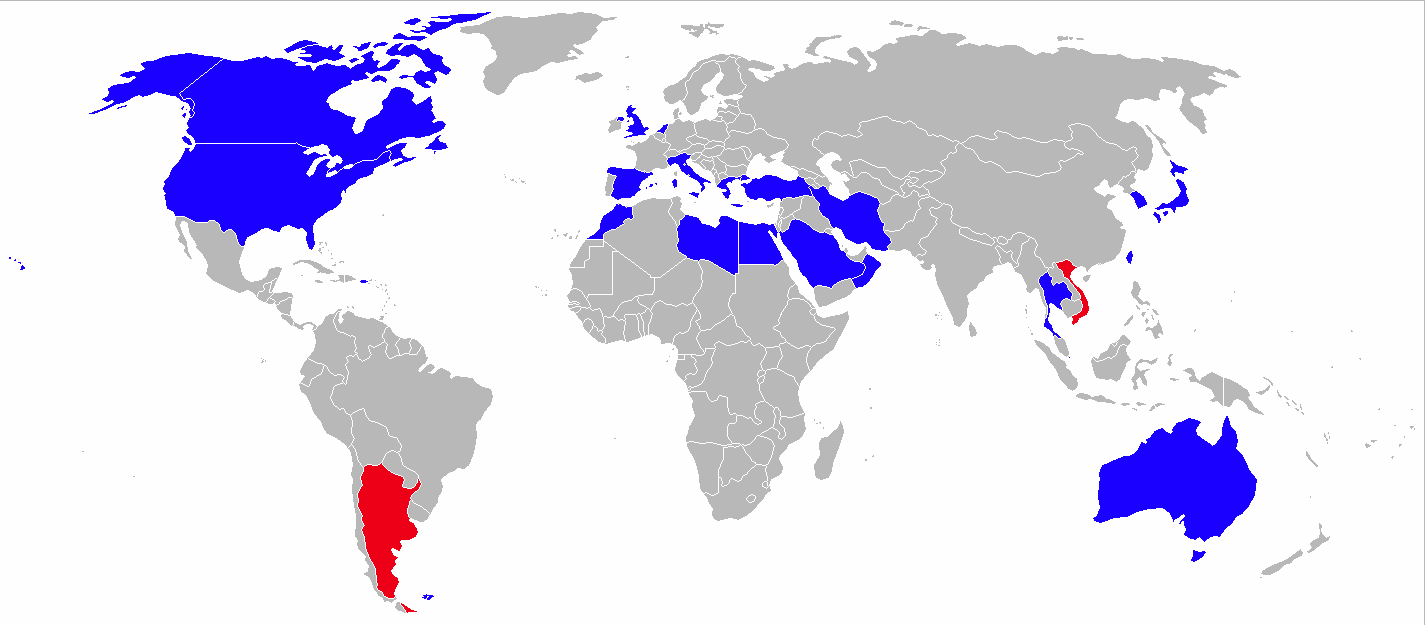
Карта країн, які оперують військовою версією CH-47 Chinook (колишні вказані червоним кольором)

- Збройні сили Об'єднаних Арабських Еміратів

 Канада
- Збройні сили Канади

 Південна Корея
- Збройні сили Південної Кореї

 Сінгапур
- Збройні сили Сінгапуру

 Туреччина
- Збройні сили Туреччини

 Таїланд
- Збройні сили Таїланду

 Японія
- Збройні сили Японії

### Колишні
Аргентина
- Збройні сили Аргентини